# Niobia dendrotentaculata
Niobia dendrotentaculata är en nässeldjursart som beskrevs av Mayer 1900. Niobia dendrotentaculata ingår i släktet Niobia och familjen Niobiidae. Inga underarter finns listade i Catalogue of Life.